# Oktetové pravidlo

Periodická tabulka, červený blok jsou s-prvky, žlutý p-prvky, modrý d-prvky, zelený f-prvky.

Oktetové pravidlo (také pravidlo osmi elektronů) je základní chemické pravidlo, které říká, že prvky hlavní skupiny z druhé periody chemické periodické tabulky mají tendenci se vázat takovým způsobem, že každý atom má pak ve své vnější energetické vrstvě (valenčním obalu, také valenční sféře) osm elektronů, což mu dává stejnou elektronovou konfiguraci jako vzácný plyn.
Jednodušeji řečeno se atomy snaží ztratit nebo získat elektrony tak, aby měly celkem osm elektronů ve vnějším obalu a staly se tak stabilnějšími.
Pravidlo platí zejména pro uhlík, dusík, kyslík a halogeny. I když obecněji je použitelné pro všechny s-prvky a p-prvky periodické tabulky. Podobnými pravidly jsou dupletové pravidlo pro vodík a helium nebo 18-elektronové pravidlo pro přechodné kovy.

## Historie

Model kubického atomu pro prvky lithium, berillium, bor, uhlík, dusík, kyslík a fluor.

Lewisova struktura molekuly vody - čárky kovalentní vazby, tečky volné elektrony

Oktetové pravidlo zavedl význačný americký vědec Gilbert Newton Lewis. V roce 1902 na základě vlastního výzkumu a poznatků současného německého chemika Richarda Albegga vytvořil model pro oktetové pravidlo. Model zobrazoval atom jako krychli s osmi vrcholy s maximálně osmi elektrony. Kubický model atomu byl brzy opuštěn ve prospěch kvantově mechanického modelu založeného na Schrödingerově rovnici. Představoval však důležitý krok k pochopení chemické vazby.
V roce 1916 Gilbert Newton Lewis představil koncept elektronového páru v kovalentní vazbě (Lewisovy struktury), který vycházel z oktetového pravidla. Lewisovy struktury znázorňují vazbu mezi atomy v molekule, ale i osamělé páry elektronů, které mohou v molekule existovat.
Oktetové pravidlo je speciálním případem komplexnějšího pravidla pro vzácné plyny. Poprvé jej formuloval fyzikální chemik Richard Abegg. Podle tohoto tvrzení projevují nepřechodné prvky snahu obklopit se ve valenční sféře právě osmi elektrony.
Termín oktetové pravidlo byl popularizován americkým vědcem Irving Langmuirem, který pracoval na stejném výzkumu.

## Vysvětlení

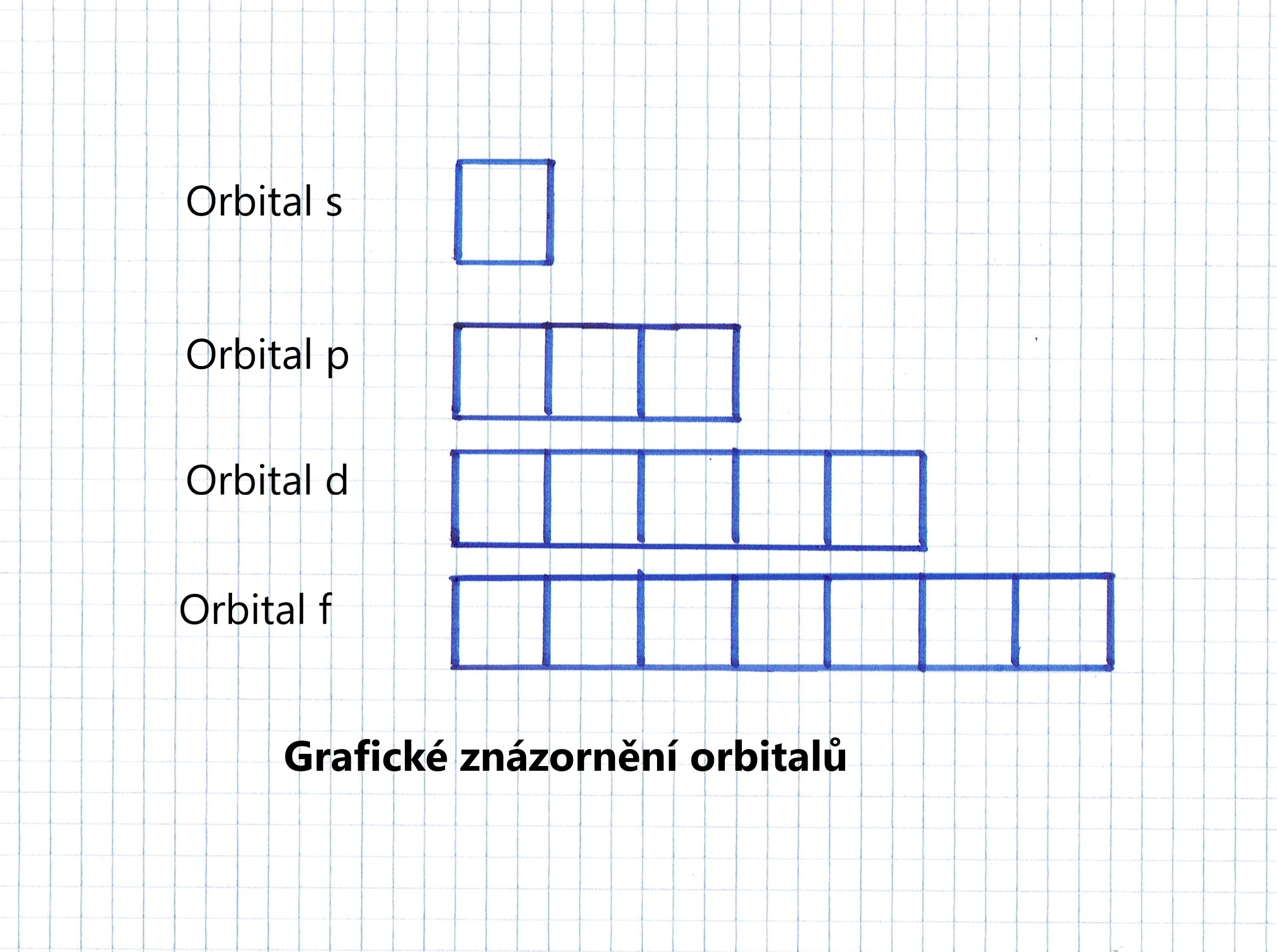
Grafické znázornění orbitalů. Každý čtverec může obsahovat maximálně dva elektrony.

Stabilita a reaktivita atomu obvykle souvisí s konfigurací jeho elektronů, tady s jeho místem v periodické tabulce. Vzácné plyny, jako je neon, argon, krypton a xenon, jsou nejstabilnějšími prvky, protože mají ve vnější energetické vrstvě osm elektronů (valenční obal).
Pokud má atom osm elektronů ve vnější energetické vrstvě, má zcela zaplněné orbitaly s2 a p6 (indexy 2 a 6 jsou počty elektronů). Prvek obsahující takové atomy je stabilní a nereaguje s jinými prvky. Atomy s méně než osmi elektrony jsou reaktivnější a snaží se vytvořit vazby s jinými atomy nebo mezi sebou, aby získali osm elektronů ve své vnější energetické vrstvě.
Výjimkou je pouze helium, které má pouze dva elektrony v orbitalu 1s2. Atomy před a po heliu (vodík a lithium) se řídí dupletovým pravidlem, neboť mají tendenci dosáhnout stejnou konfiguraci 1s2 jako helium.

## Platnost oktetového pravidla

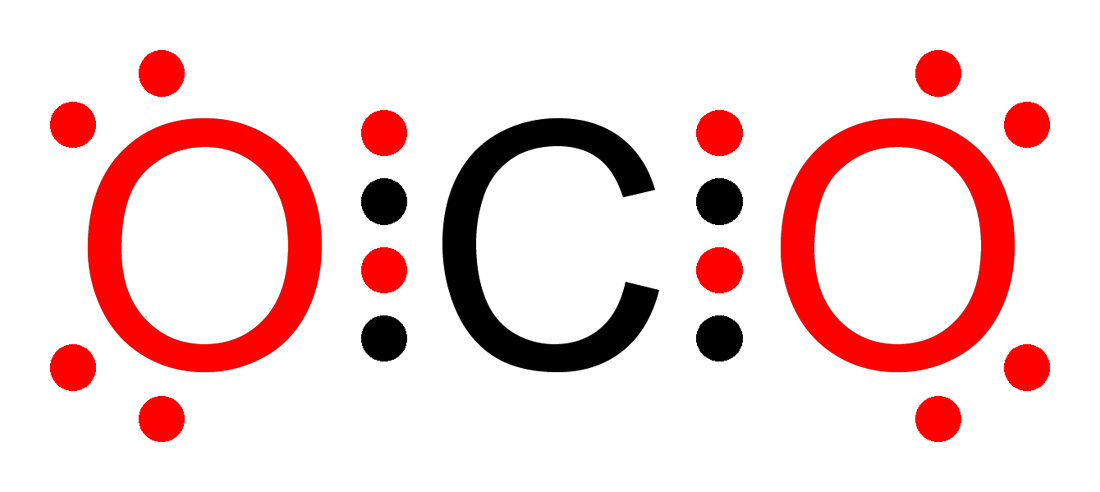
Oktetové pravidlo u oxidu uhličitého CO_{2}. Mezi atomy uhlíku a kyslíku je 8 sdílených elektronů.

Oktetové pravidlo platí zejména pro prvky druhé periody - uhlík, dusík, kyslík a halogeny. I když obecněji je použitelné pro všechny s-prvky a p-prvky periodické tabulky. Ve většině svých sloučenin tyto prvky dosahují elektronové konfigurace vzácného plynu neonu.
Po dosažení konfigurace odpovídající oktetovému pravidlu (například ionizací, excitací nebo tvorbou chemických vazeb) můžeme látku považovat za stabilní. Této stability prvky nejčastěji dosahují sdílením valenčních elektronů ve vazbě, která se nazývá kovalentní.
Například v kovalentní vazbě kysličníku uhličitého sdílejí atomy kyslíku čtyři elektrony s centrálním uhlíkem. Všechny čtyři tyto elektrony se počítají jak do uhlíkového oktetu, tak do kyslíkového oktetu. Oba atomy tedy dodržují oktetové pravidlo.
Na splnění oktetového pravidla je třeba pamatovat při tvorbě strukturních elektronových vzorců látek a rozkreslování mezomerních struktur aromatických sloučenin.

## Neplatnost oktetového pravidla
- Oktetové pravidlo neplatí pro prvky I.A, II.A a III.A podskupiny periodického systému prvků. Například vodík má pouze jeden elektron, beryllium má dva a bor tři elektrony. Tyto prvky nemohou nikdy dosáhnout úplného oktetu. V případě s-prvků je to kvůli iontové povaze vazeb.
- U trielů (prvky 13. skupiny - bor, hliník, gallium, indium, thallium a nihonium) je překážkou nemožnost tvořit více než tři kovalentní vazby, neboť tyto prvky mají ve valenční sféře pouze tři elektrony. Elektronová konfigurace jejich valenční elektronové slupky je ns2 np1. Díky tomu preferují tvorbu sloučenin v oxidačním čísle I a III.
- Oktetové pravidlo také neplatí pro prvky od třetí periody výše, které jsou schopny excitace některých elektronů do d-orbitalů. Následně tvoří více než čtyři kovalentní vazby, čímž je dosaženo většího počtu elektronů v širokém okolí. Příkladem může být třeba atom síry v molekule H2SO4.

## Pravidla počítání elektronů
Základní pravidla počítání elektronů v nejvyšší energetické hladině prvků jsou tři - dupletové, oktetové a 18-elektronové.
| Typ prvku v periodické tabulce     | s-prvky (hlavní skupina) | p-prvky (hlavní skupina) | d-prvky (přechodné kovy) |
| ---------------------------------- | ------------------------ | ------------------------ | ------------------------ |
| Pravidla počítání elektronů        | Pravidlo dupletové       | Pravidlo oktetové        | 18-elektronové pravidlo  |
| Plná valenční konfigurace          | s2                       | s2p6                     | d10s2p6                  |
| Počet elektronů ve valenčním obalu | 2                        | 8                        | 18                       |

Vznik molekuly vodíku s kovalentní vazbou podle dupletového pravidla

- Vznik molekuly vodíku s kovalentní vazbou podle dupletového pravidlaDupletové pravidlo platí pro vodík, helium a lithium. Plynné helium má ve svém vnějším obalu pouze dva elektrony. To je velmi stabilní uspořádání, neboť tak má naplněnou svou valenční sféru. Vodík potřebuje pouze jeden další elektron k dosažení této stabilní konfigurace, zatímco lithium potřebuje jeden elektron ztratit.
- Oktetové pravidlo platí pro prvky hlavní skupiny z druhé periody periodické tabulky. Podrobněji je popsáno v textu nahoře.
- Pravidlo 18 elektronů platí pro molekuly přechodných kovů. Odpovídá využití valenčních orbitalů s, p a d k vytvoření vazebných a nevazebných orbitalů. Na rozdíl od oktetového pravidla pro prvky hlavní skupiny se však přechodné kovy striktně pravidlem neřídí a počet valenčních elektronů se může pohybovat mezi 12 až 18.